# Suomi-sarja 2006/07
Die Saison 2006/07 war die siebte Spielzeit der Suomi-sarja als dritthöchste finnische Eishockeyspielklasse.

## Modus
In der Hauptrunde wurde die Liga in zwei nach regionalen Kriterien besetzte Gruppen mit zehn bzw. sieben Mannschaften aufgeteilt. Jede Mannschaft absolvierte in der Hauptrunde jeweils 36 Spiele. Die vier bestplatzierten Mannschaften jeder Gruppe qualifizierten sich für die Playoffs, deren beide Halbfinalsieger sich wiederum für die Aufstiegsrunde zur zweitklassigen Mestis qualifizierten. Aufgrund der Aufstockung der Suomi-sarja zur folgenden Spielzeit gab es keine Relegation.
Für einen Sieg nach regulärer Spielzeit und nach Verlängerung erhielt jede Mannschaft zwei Punkte, bei einem Unentschieden und einer Niederlage nach Verlängerung gab es einen Punkt und bei einer Niederlage nach regulärer Spielzeit null Punkte.

## Hauptrunde

### Gruppe Nord
|     | Klub                       | Sp | S  | OTS | U | OTN | N  | T   | GT  | Punkte |
| --- | -------------------------- | -- | -- | --- | - | --- | -- | --- | --- | ------ |
| 1.  | Hermes Kokkola             | 36 | 24 | 1   | 3 | 1   | 7  | 184 | 98  | 54     |
| 2.  | RoKi-79 Rovaniemi          | 36 | 22 | 0   | 3 | 2   | 9  | 160 | 92  | 49     |
| 3.  | Kiekko-Laser               | 36 | 18 | 4   | 0 | 1   | 13 | 175 | 143 | 45     |
| 4.  | Raahe Kiekko               | 36 | 16 | 1   | 1 | 3   | 15 | 171 | 150 | 38     |
| 5.  | Jeppis Pietarsaari         | 36 | 17 | 1   | 0 | 2   | 16 | 170 | 158 | 38     |
| 6.  | Ahmat Haukipudas           | 36 | 16 | 2   | 1 | 0   | 27 | 164 | 146 | 37     |
| 7.  | Etelä-Portimo-72 Ylitornio | 36 | 15 | 2   | 1 | 1   | 17 | 151 | 177 | 36     |
| 8.  | JHT Kalajoki               | 36 | 13 | 2   | 2 | 2   | 17 | 165 | 174 | 34     |
| 9.  | YJK Ylivieska              | 36 | 15 | 0   | 1 | 0   | 20 | 129 | 177 | 31     |
| 10. | Cowboys Nivala             | 36 | 4  | 0   | 2 | 1   | 29 | 92  | 246 | 11     |

Sp = Spiele, S = Siege, OTS = Siege nach Overtime, U = Unentschieden, OTN = Niederlagen nach Overtime, N = Niederlagen

### Gruppe Süd
|    | Klub                | Sp | S  | OTS | U | OTN | N  | T   | GT  | Punkte |
| -- | ------------------- | -- | -- | --- | - | --- | -- | --- | --- | ------ |
| 1. | Titaanit Kotka      | 36 | 22 | 0   | 3 | 3   | 8  | 173 | 112 | 50     |
| 2. | LeKi                | 36 | 20 | 3   | 3 | 1   | 9  | 183 | 133 | 50     |
| 3. | TuusKi Tuusula      | 36 | 14 | 3   | 3 | 3   | 13 | 134 | 132 | 40     |
| 4. | HC Kerava           | 36 | 14 | 2   | 6 | 2   | 12 | 150 | 151 | 40     |
| 5. | HC Montreal Tampere | 36 | 15 | 0   | 2 | 1   | 18 | 160 | 186 | 33     |
| 6. | D-Kiekko            | 36 | 9  | 3   | 1 | 3   | 20 | 135 | 174 | 28     |
| 7. | Ketterä Imatra      | 36 | 7  | 3   | 4 | 1   | 21 | 146 | 193 | 25     |

Sp = Spiele, S = Siege, OTS = Siege nach Overtime, U = Unentschieden, OTN = Niederlagen nach Overtime, N = Niederlagen

## Playoffs

### Viertelfinale
- Hermes Kokkola – HC Kerava 2:0 (3:2 n. V., 5:4 n. V.)
- Titaanit Kotka – Raahe-Kiekko 2:0 (5:4 n. V., 3:2 n. V.)
- RoKi-79 Rovaniemi – TuusKi Tuusula 2:0 (5:2, 7:3)
- LeKi – Kiekko-Laser 2:0 (6:0, 12:5)

### Halbfinale
- Hermes Kokkola – LeKi 0:2 (1:2 n. P., 1:5)
- Titaanit Kotka – RoKi-79 Rovaniemi 2:0 (3:2, 4:1)

Da Titaanit Kotka in der Mestis-Relegation den direkten Vergleich gegen LeKi gewann, wurde die Mannschaft zum Meister der Suomi-sarja ernannt.